# Vlag van Tjerkwerd

Vlag van Tjerkwerd

De vlag van Tjerkwerd is de dorpsvlag van het Nederlandse dorp Tjerkwerd, in de Friese gemeente Súdwest-Fryslân. Deze vlag is ontworpen door Klaes Sierksma. De vlag werd in 1955 aangenomen en in 1969 geregistreerd.
Bij gemeenteraadsbesluit van 19 april 1955 zijn een vlag vastgesteld voor de 27 dorpen van de vroegere gemeente Wonseradeel. Deze vlag is ontworpen door Klaes Sierksma.

## Ontwerp
De vlag bestaat uit twee diagonale vlakken in het groen en wit linksgeschuind, met in het wit een rode pompeblêd. Aan de mastzijde toont een blauwe verticale baan met daarin een wit blokje.

## Verklaring
De kleuren groen en wit zijn afgeleid van het dorpswapen samen met de rode pompeblêd. De pompeblêd verwijst naar de drooggelegde meren in de omgeving van het dorp. De mastzijde toont de vlag van Wonseradeel, de gemeente waar Tjerkwerd eerder tot behoorde.

## Zie ook

Wapen van Tjerkwerd